# Thrypticus sagittatus
Thrypticus sagittatus är en tvåvingeart som beskrevs av Daniel J. Bickel och Hernandez 2004. Thrypticus sagittatus ingår i släktet Thrypticus och familjen styltflugor. Inga underarter finns listade i Catalogue of Life.